# Pass Out
Pass Out is een nummer van de Amerikaanse r&b-zanger Chris Brown. Het zou als eerste instantie als derde single worden uitgebracht afkomstig van het studioalbum Graffiti. Later is toch afgezien van de release en is een ander nummer de derde single geworden.
Brown bevestigde het feit dat dit de derde single zou worden tijdens een interview met Sway. De Nederlandse popzangeres Eva Simons zingt mee in het nummer. Het nummer is geproduceerd door de Amerikaanse producer Brian Kennedy (onder andere Rihanna's Disturbia) en gecomponeerd door Arianna Brown, Andre Merrit & Brian Kennedy. Het is ook bevestigd dat het nummer samples bevat van Call on Me, een nummer van de Zweedse DJ Eric Prydz, en Good Girls Go Bad, een nummer van de Amerikaanse band Cobra Starship.